# 黄刺尻鱼
黄刺尻鱼，为輻鰭魚綱鱸形目蓋刺鱼科的其中一種。

## 分布
本魚分布于印度太平洋區，包括聖誕島、日本、台灣、菲律賓、越南、印尼、新幾內亞、澳洲、馬紹爾群島、斐濟、帛琉、關島、薩摩亞群島、密克羅尼西亞、馬里亞納群島、東加、法屬玻里尼西亞、庫克群島、復活節島、夏威夷群島、吉里巴斯等海域。

## 深度
水深5至90公尺。

## 特徵
本魚體側扁，呈橢圓形，體為一致的金黃色，稚魚在兩邊的中央中有一個獨特的邊緣藍色的黑色眼狀斑。 在鰓蓋的後面的邊緣上具藍邊且眼睛周圍也包圍著藍圈，魚鰭具藍邊緣，背鰭硬棘14枚；背鰭軟條15至16枚；臀鰭硬棘3枚；臀鰭軟條16枚，體長可達14公分。

## 生態
本魚棲息於珊瑚礁或潟湖，屬草食性，以藻類為食，通常以小群體的形式出現，由一隻雄魚和幾隻雌魚組成。該物種是先熟雌雄同體，如果群體中沒有雄魚，則占主導地位的雌魚可能會轉變為雄性，並且這種變化可以逆轉 。

## 經濟利用
為觀賞性魚類。